# Élections législatives autrichiennes de 1927
Les élections législatives autrichiennes de 1927 ont lieu le 24 avril 1927. 
Elles se traduisent par une victoire de la liste d'unité qui remporte 85 sièges sur 165, avec un taux de participation de 89,27 %.